# Instituto NIOD de Estudios sobre la Guerra, el Holocausto y el Genocidio
El Instituto NIOD de Estudios sobre la Guerra, el Holocausto y el Genocidio (en neerlandés: NIOD Institut voor Oorlogs-, Holocaust- en Genocidestudies) es una organización de los Países Bajos que administra archivos y realiza estudios sobre la Segunda Guerra Mundial, el Holocausto y otros genocidios pasados y presentes. El instituto fue el resultado de la fusión del Instituto Neerlandés de Documentación de Guerra (Nederlands instituut voor oorlogsdocumentatie, NIOD; anteriormente Instituto Nacional de Documentación de Guerra, Rijksinstituut voor oorlogsdocumentatie, RIOD) y el Centro de Estudios sobre el Holocausto y el Genocidio (CHGS).
Forma parte de la Real Academia de Artes y Ciencias de los Países Bajos desde el 1 de enero de 1999.

## Misión
El Instituto NIOD administra los archivos de la ocupación alemana de los Países Bajos y la ocupación japonesa de las Indias Orientales Neerlandesas, así como grandes colecciones de periódicos y folletos clandestinos, fotografías, libros y artículos.

## Estudios y publicaciones
El instituto publicó El Reino de los Países Bajos durante la Segunda Guerra Mundial (Het Koninkrijk der Nederlanden in de Tweede Wereldoorlog) en catorce volúmenes y 18 000 páginas. Esta obra maestra de Loe de Jong es la referencia estándar sobre la historia de los Países Bajos durante la Segunda Guerra Mundial. El NIOD recientemente realizó una edición electrónica de todo el trabajo, disponible para descargar desde el 11 de diciembre de 2011, con licencia Creative Commons CC BY 3.0.
También realizó un estudio sobre la masacre de Srebrenica de 1995, que dio lugar al informe Srebrenica: un área 'segura', que a su vez desencadenó la renuncia del segundo gobierno de Wim Kok.

### Otras publicaciones
- Post, Peter / Gijsbers, Harco: The Encyclopedia of Indonesia in the Pacific War. Publisher: Brill, Leiden/Boston, 2010. ISBN 9789004168664
- Withuis, Jolande / Mooij, Annet (eds.): The Politics of War Trauma, The Aftermath of World War II in Eleven European Countries. Publisher: Aksant, Amsterdam, 2010. ISBN 9789052603711
- Boender, Barbara / Haperen, Maria van / Üngör, Ugu: The Holocaust and other genocides. An introduction. Publisher: Amsterdam University Press, Amsterdam, 2012. ISBN 9789089643810
- Adler, Nanci: Keeping Faith with the Party: Communist Believers Return from the Gulag. Publisher: Indiana University Press, Bloomington, 2012. ISBN 9780253357229
- Keizer, Madelon de (ed.) / Bakker, Marjo (ed.) / Griffin, Roger (ed.): Fascism. Journal of Comparative Fascist Studies. Publisher: Brill, Leiden, 2012. ISSN 2211-6257

## Galería

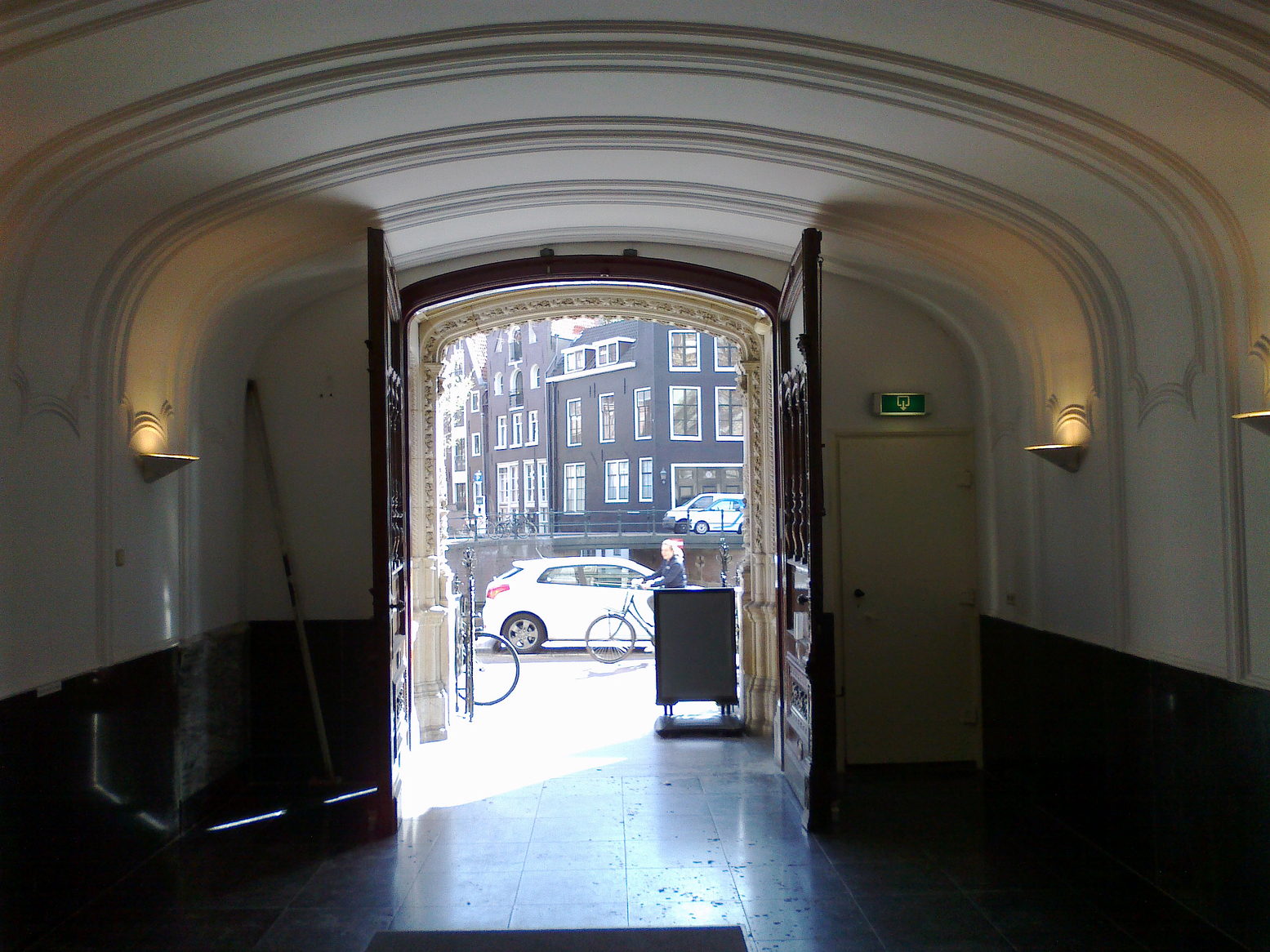
Entrada principal en Herengracht
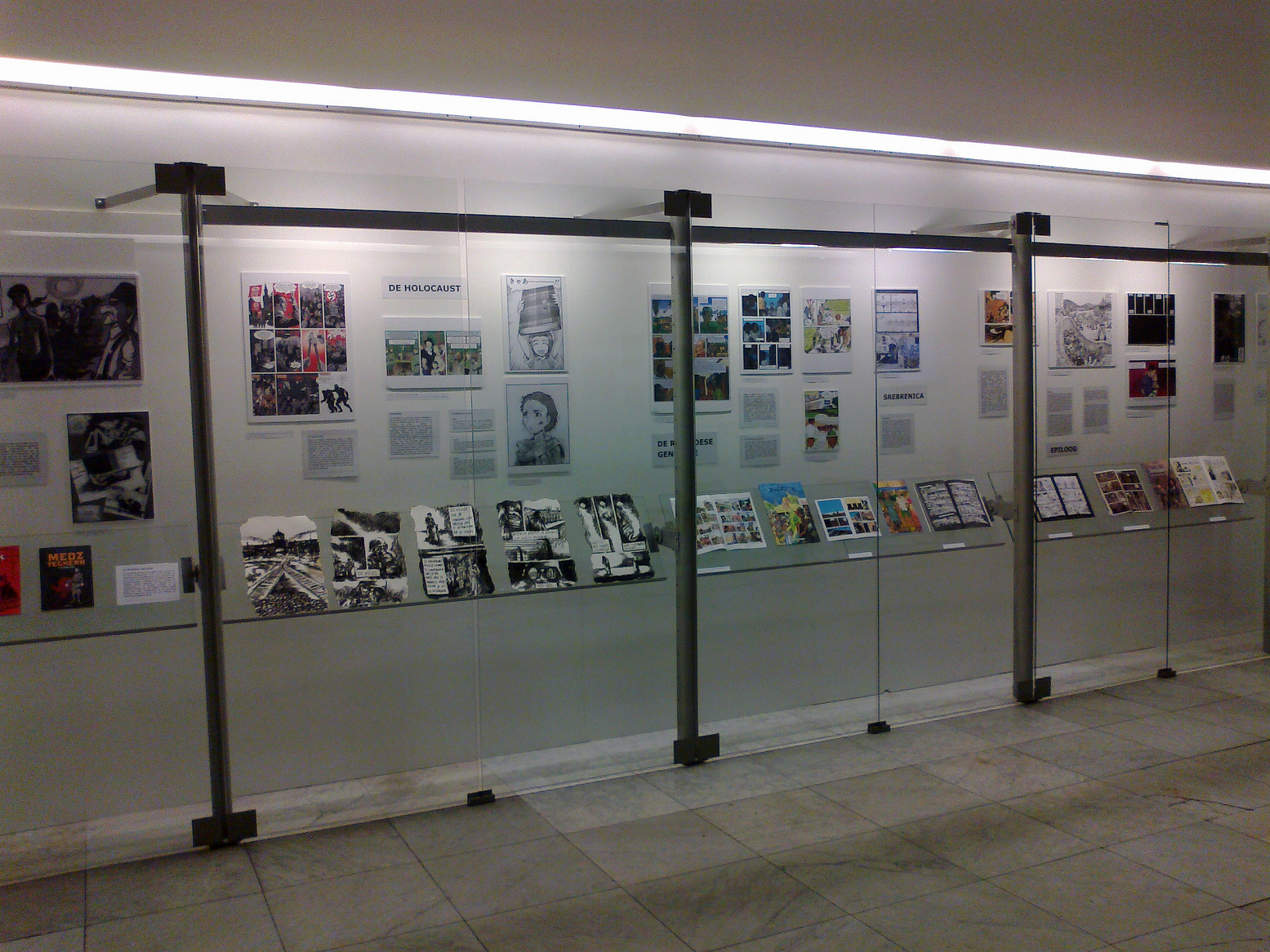
Espacio de exposición en el Instituto NIOD
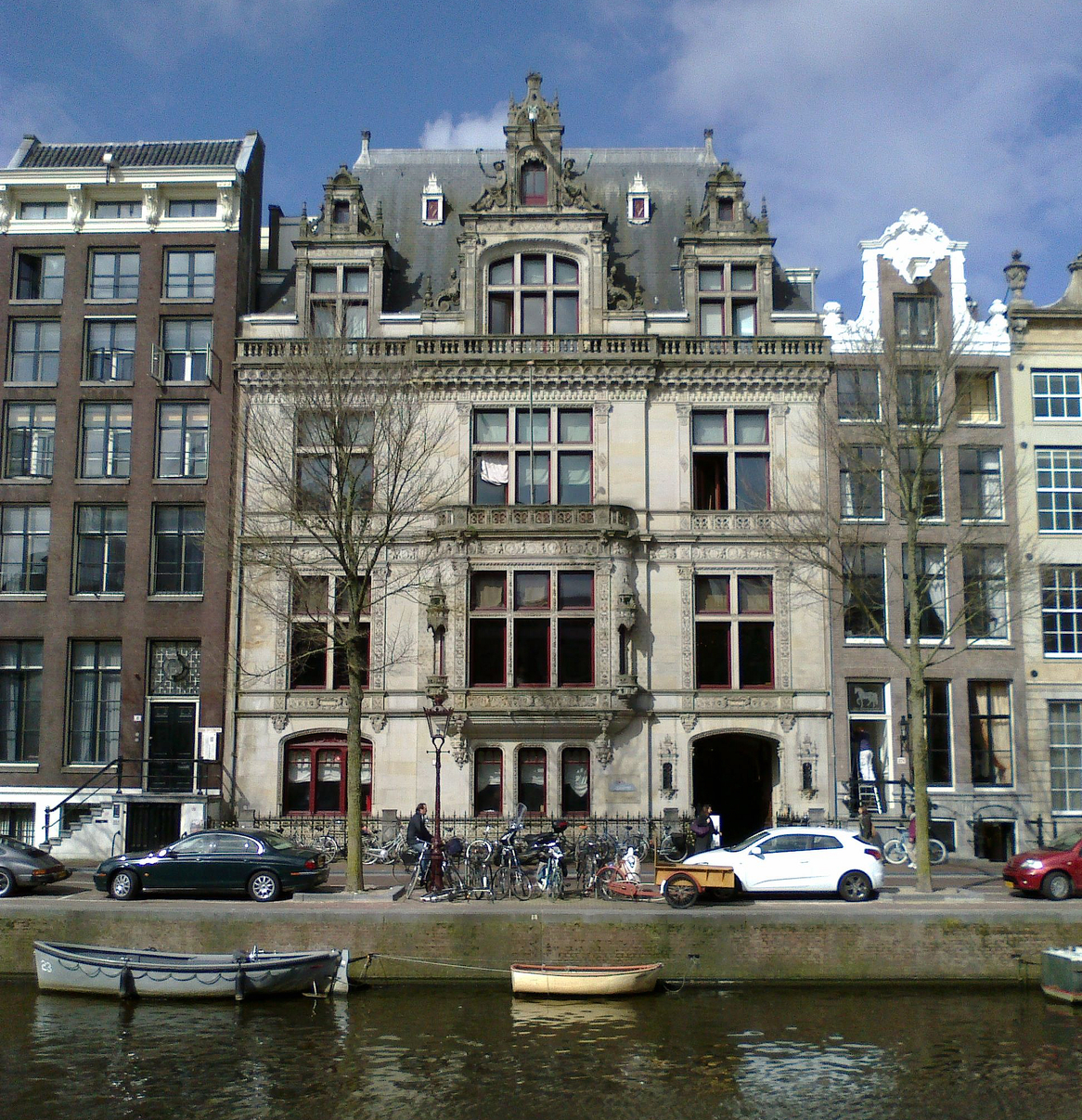
Instituto NIOD en Herengracht 380 en Amsterdam
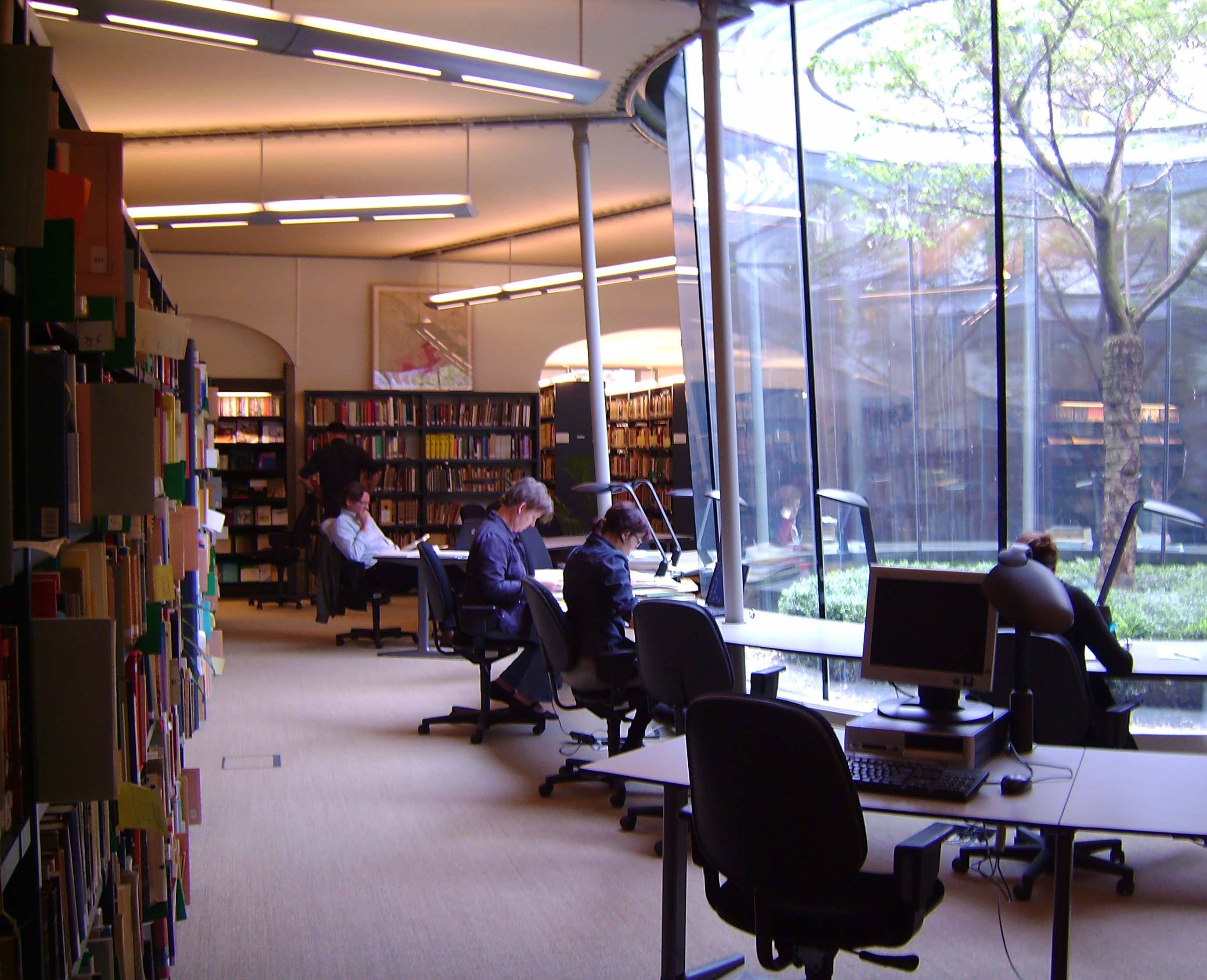
2Sala de estudio del Instituto NIOD
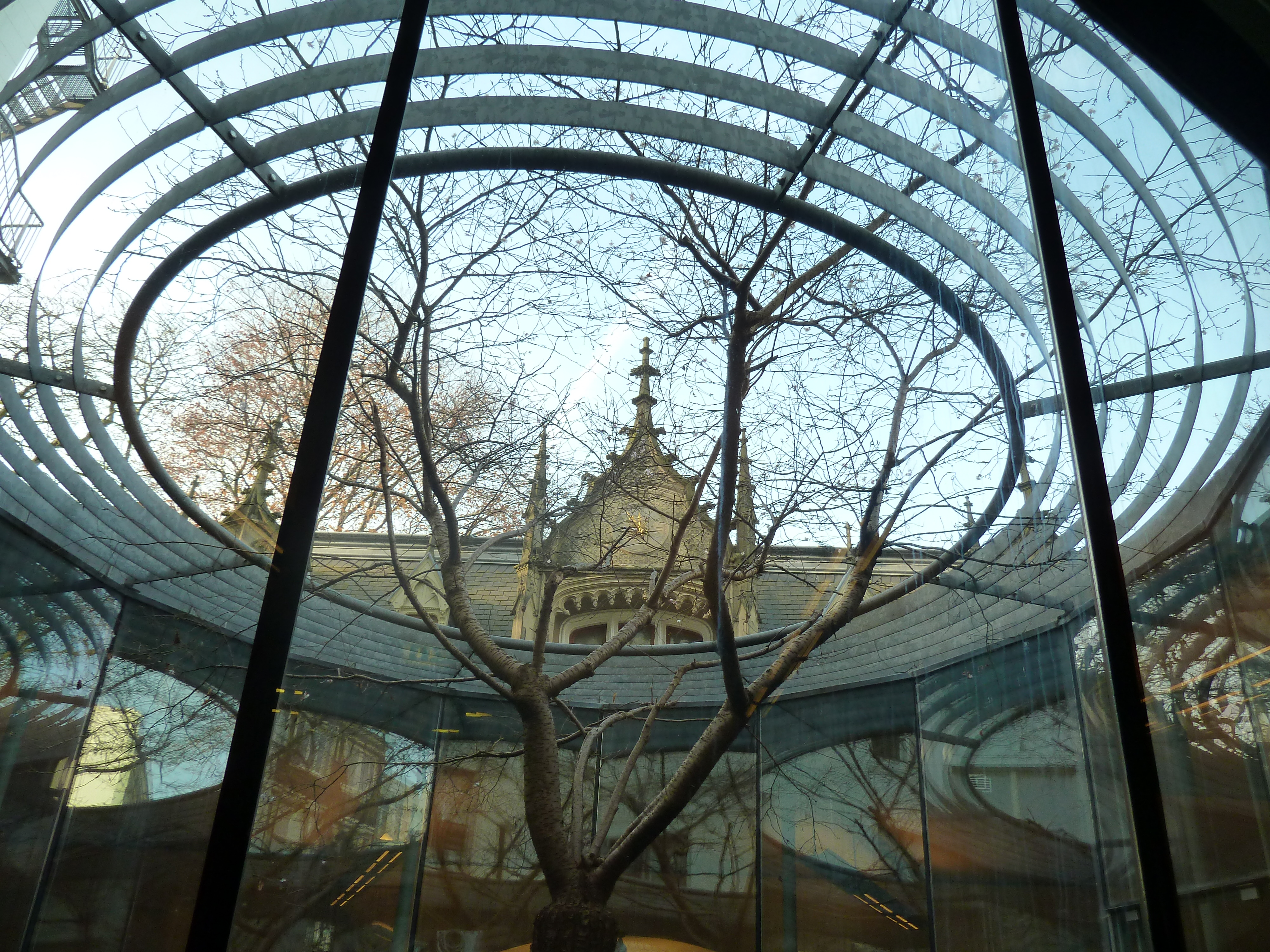
Patio al lado de la sala de estudio.